# 내 사랑 평양
《내 사랑 평양》은 조선민주주의인민공화국의 노래이다.
이 노래는 북조선의 수도인 평양시를 배경으로 하여 만든 노래이다. 
보천보전자악단에서 작곡했으며, 가사는 조선전쟁이 끝난 후에 만들어진 다양한 건축물과 함께, 평양시민들의 발랄한 모습들을 묘사했다.